# Iwan Logginowitsch Goremykin

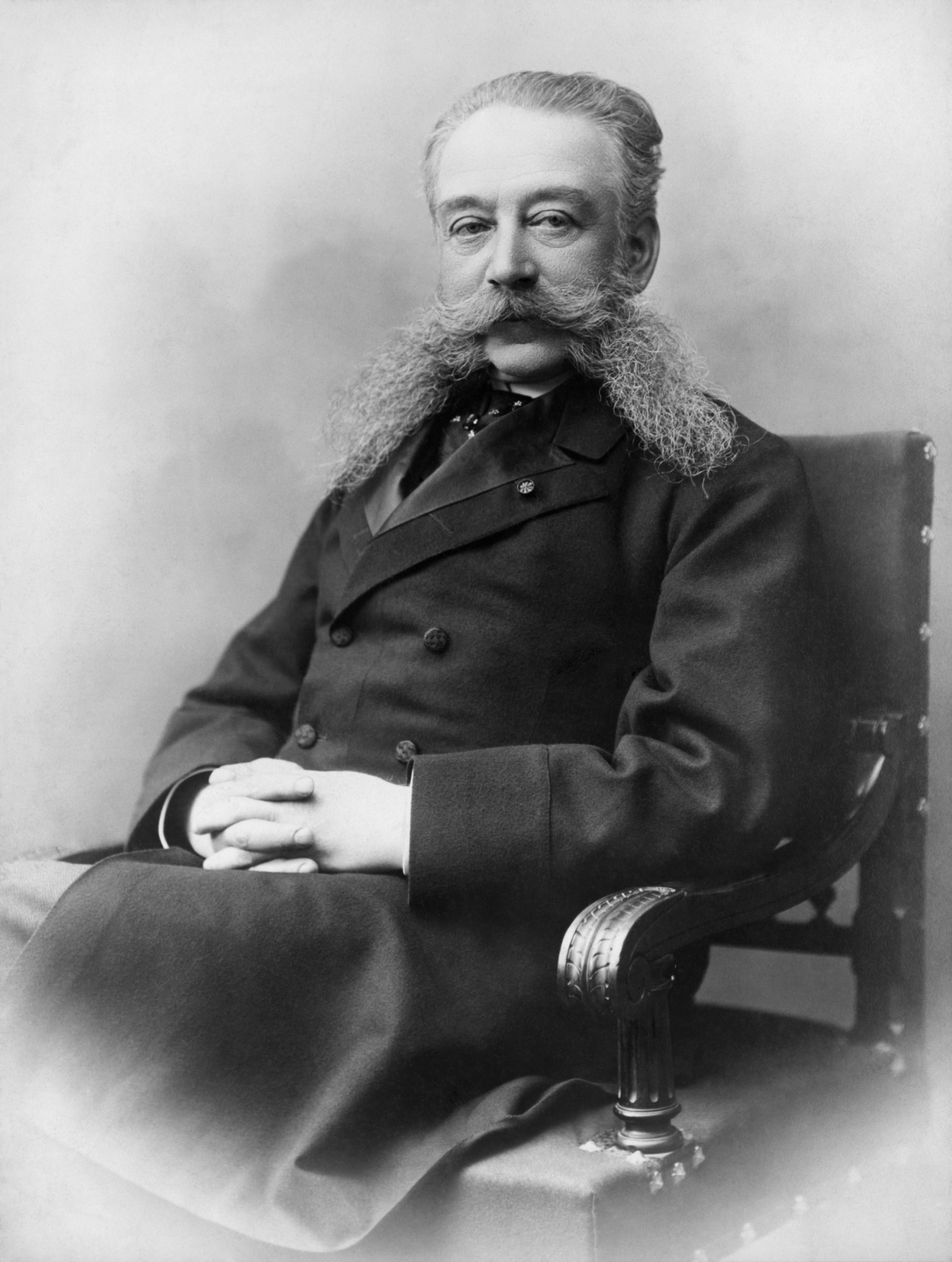
Iwan Goremykin

Iwan Logginowitsch Goremykin (russisch Иван Логгинович Горемыкин; * 27. Oktoberjul. / 8. November 1839greg. in Nowgorod; † 11. Dezemberjul. / 24. Dezember 1917greg. in Sotschi) war ein russischer Staatsmann, Innenminister von 1895 bis 1899 und zweifacher Ministerpräsident 1906 und von 1914 bis 1916.

## Leben
Goremykin wurde in eine adlige Familie mit Ländereien im Gouvernement Nowgorod geboren. 1860 schloss er eine Ausbildung an der Imperialen Rechtsschule in Sankt Petersburg ab und wurde Mitarbeiter des Senats. Später wurde er Kommissar für bäuerliche Angelegenheiten in Kongresspolen. 1866 wurde er Vizegouverneur in Płock und 1869 in Kielce. Ab 1873 arbeitete er im zaristischen Innenministerium und war dort bis 1882 Mitglied der Kommission für bäuerliche Angelegenheiten in Polen. Ab 1882 war er Mitglied der 1. Abteilung des Senats und ab 1884 Oberprokurator der 2. Abteilung. 1891 wurde er stellvertretender Justizminister und 1894 Senator.

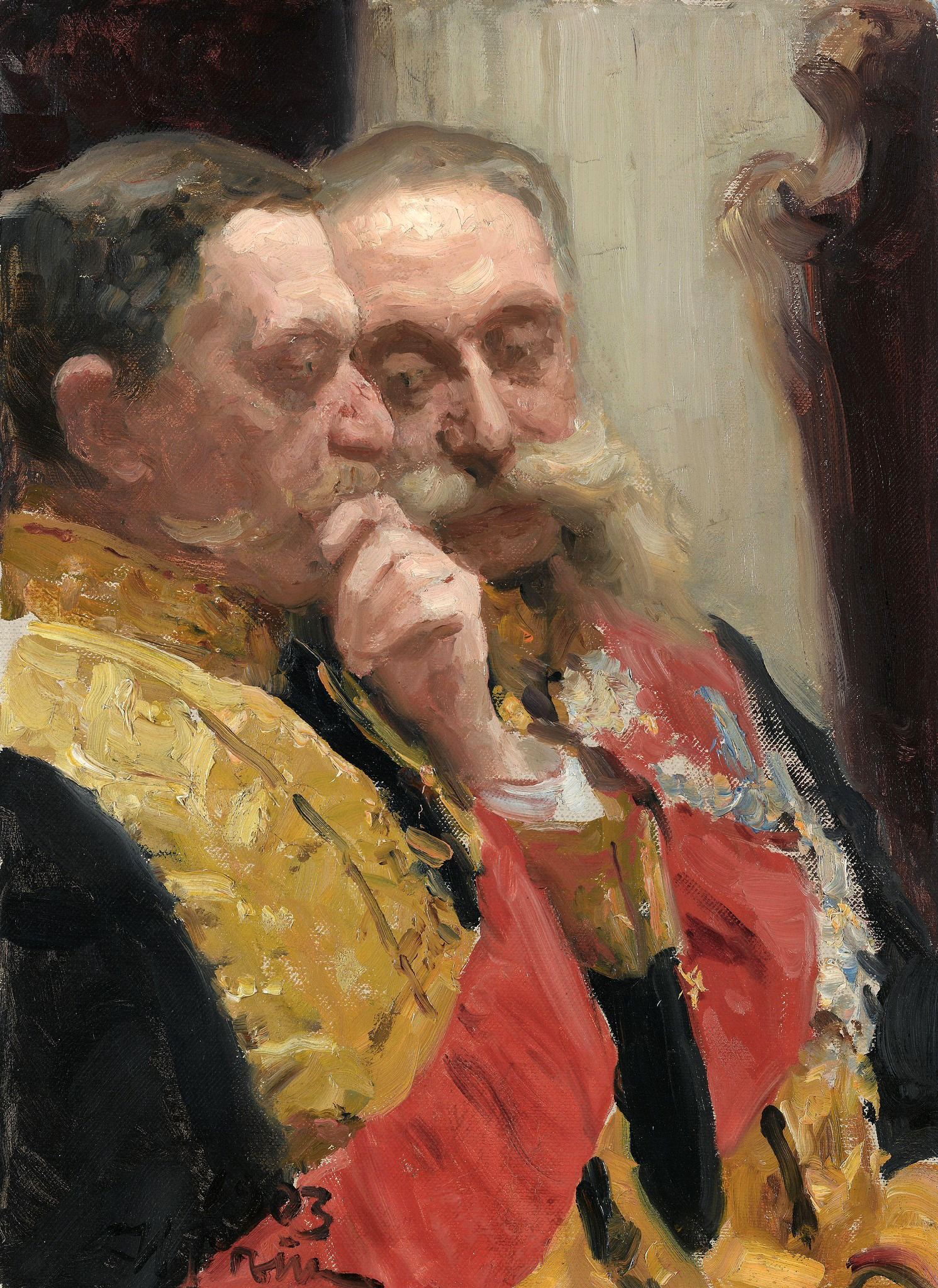
Iwan Goremykin und Nikolai Gerard
Studie von Ilja Repin

Von 1895 bis 1899 war er Innenminister und ab 1899 Mitglied im Staatsrat (bis 1917). Vor der Einberufung der 1. Staatsduma im April 1906 wurde er in Nachfolge Sergei Wittes zum Ministerpräsidenten ernannt. Er sprach sich in dieser Rolle gegen einen Gesetzesentwurf über die ministerliche Verantwortlichkeit gegenüber der Duma und gegen eine radikale Agrarreform aus. Nach der Auflösung der 1. Duma im Juli 1906 wurde er zum Rücktritt gezwungen und durch Pjotr Stolypin ersetzt.
Im Februar 1914 wurde er aufgrund seiner bewiesenen loyalen Haltung zu Zar Nikolaus II. erneut zum Ministerpräsidenten ernannt. Er war der einzige Minister, der der Übernahme des Oberbefehls durch Nikolaus II. im September 1915 zustimmte. Er wurde im Februar 1916 entlassen, nachdem er die Auflösung der 4. Duma verlangt hatte und das Vertrauen von Kaiserin Alexandra und Rasputin verloren hatte. Sein Nachfolger wurde Boris Stürmer. Nach der Februarrevolution 1917 wurde er verhaftet und im Mai vor der Außerordentlichen Untersuchungskommission der Provisorischen Regierung vernommen. Kerenski stimmte schließlich seiner Entlassung zu unter der Bedingung, dass er sich in seine Villa in Sotschi zurückzöge. Im Dezember 1917 wurde er dort bei einem Raubüberfall zusammen mit seiner Frau, der gemeinsamen Tochter und dem Schwiegersohn ermordet.

## Auszeichnungen
- Ritter des Ordens des Heiligen Andreas (1915)